# Science-fiction polonaise
 (janvier 2011).
Si vous disposez d'ouvrages ou d'articles de référence ou si vous connaissez des sites web de qualité traitant du thème abordé ici, merci de compléter l'article en donnant les références utiles à sa vérifiabilité et en les liant à la section « Notes et références ».

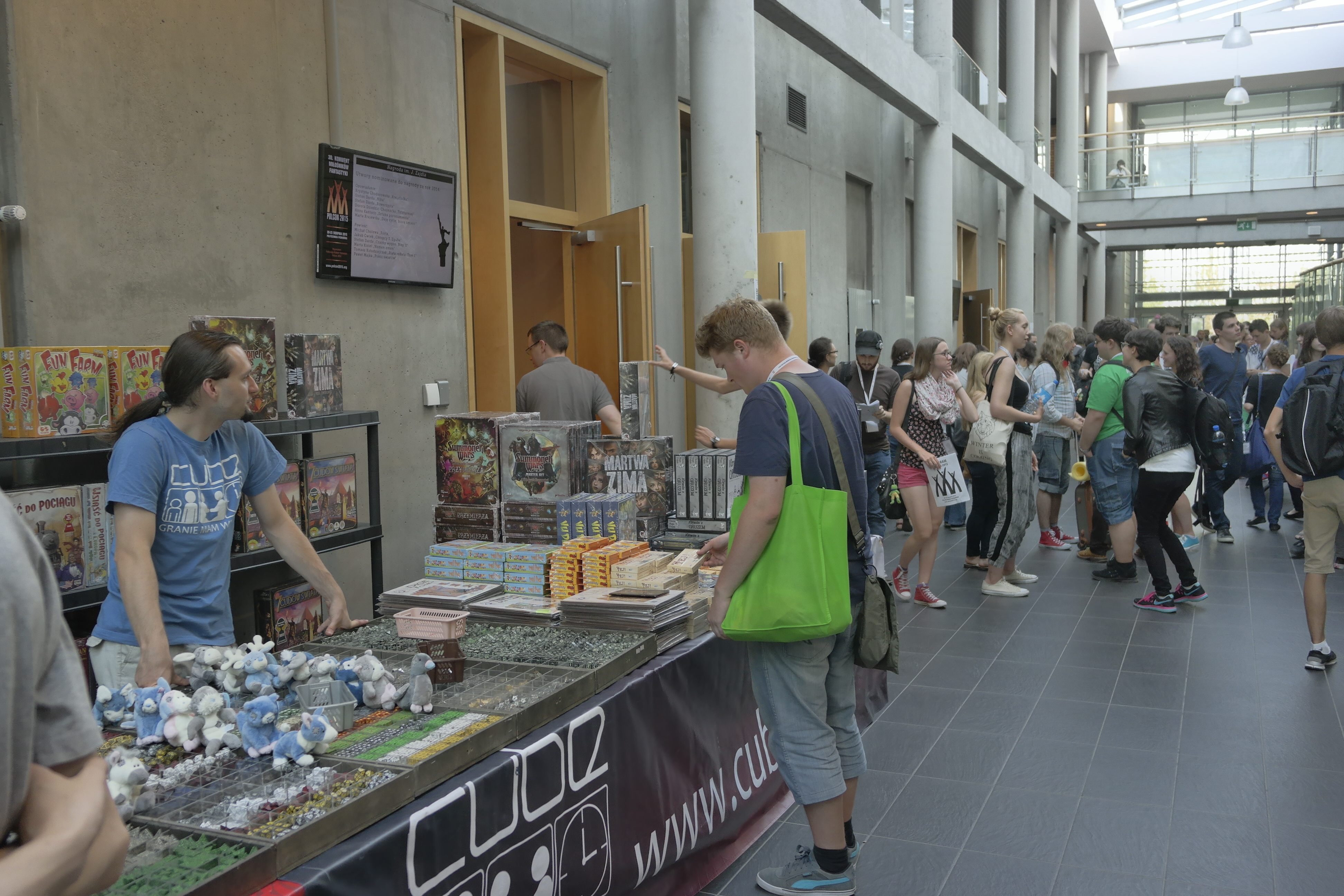
Polcon 2015 à Poznań. Convention de science-fiction polonaise.

Cet article présente divers aspects de la science-fiction polonaise.

## Les débuts
Les débuts de la science-fiction polonaise sont strictement liées avec l’apparition et l’évolution de littérature utopique. En 1776, Ignacy Krasicki avec le roman intitulé Mikolaja Doswiadczynskiego przypadki (Aventures de Nicolas Doswiadczynski) introduit l’utopie dans la littérature polonaise.
Le XIXe siècle voit apparaître l’idée de la nation parfaite et la réflexion sur le développement de la civilisation technique et son influence sur la culture et aussi les premières anti-utopies comme Nie-Boska Komedia (Comédie Non Divine) de Zygmunt Krasinski (1835) qui traite de l’échec de la révolution populaire menée sous le signe de la liberté, l’égalité et le renouvellement du genre humain.
La deuxième moitié du XIXe siècle donne vie aux premières figures des scientifiques visionnaires à la recherche de l’invention qui révolutionnera la vie de l’homme et la civilisation humaine (par exemple Julian Ochocki dans Lalka (Poupée) de Boleslaw Prus, 1878-1879).

## LeXXesiècle
Le début du XXe siècle apporte une œuvre originale considérée comme premier roman qui appartient dans sa totalité au nouveau genre - la trilogie lunaire de Jerzy Zulawski (1903) qui décrit une expédition sur la Lune qui échoue dans sa mission d’engendrer une nouvelle civilisation dépourvue des défauts de la civilisation terrestre. La période d’entre-deux-guerres était riche en romans d’aventures scientifiques, les visions catastrophiques de la fin du monde mais aussi en science-fiction porteuse de la satire et grotesque. L’après-guerre élève la science-fiction au rang d’un phénomène littéraire indépendant et donne lieu aux recherches critiques sur ce nouveau genre. Les plus importantes figures de cette période sont : Stanislaw Lem (1921-2006), Krzystof Borun (1923-2000), Adam Wisniewski-Snerg (1937-1995), Janusz Zajdel (1938-1985), Edmund Wnuk-Lipinski (1944-2015).
Stanislas Lem se concentre principalement sur l’impossibilité de communication, les réactions des hommes dans des situations hors du commun. Mais il excelle également dans une recherche formelle et conceptuelle. C’est une science-fiction des grandes questions scientifiques, philosophiques et existentielles qui ne trouvent pas leurs réponses mais aussi une écriture qui joue avec la convention littéraire celle de la science-fiction mais aussi celle des autres genres.
Wisniewski-Snerg débute en 1973 avec un roman intitulé Robot où il exprime une vision du monde fondé sur l’aliénation, la détermination, l’automatisation et la robotisation des humains qui ne sont qu’un objet d’expérimentation dans les mains des Supraêtres.
La trilogie Apostezjon (1979-1989) de Wnuk-Lipinski ramène la science-fiction polonaise sur les rails de l’anti-utopie en montrant que la libération par la violence sans l’établissement d’un nouveau code moral ne peut qu’apporter une autre forme d’oppression. 
Zajdel représente un sous-genre nommé la social-fiction c’est-à-dire une réflexion sur les mécanismes politiques, économiques, sociaux qui animent une société. Dans Paradyzja (1984) ou Limes Inferior (1982), il étudie le totalitarisme, la coercition, la manipulation et le mensonge qui constituent les fondations d’un ordre social ou politique. Le récit – une nouvelle, une chanson, un journal – joue un rôle très important dans la découverte de la vérité. Dans ces romans la littérature peut porter un message libérateur démasquant le détournement de l’utopie.

## Liste d'auteurs
- Ewa Białołęcka
- Anna Brzezińska
- Eugeniusz Dębski
- Jacek Dukaj
- Jarosław Grzędowicz
- Anna Kańtoch
- Tomasz Kołodziejczak
- Marek Huberath
- Lidia Kossakowska
- Feliks W. Kres
- Jacek Komuda
- Stanisław Lem
- Konrad T. Lewandowski
- Łukasz Orbitowski
- Romuald Pawlak
- Jacek Piekara
- Andrzej Pilipiuk
- Andrzej Sapkowski
- Jacek Sobota
- Wit Szostak
- Janusz Zajdel
- Rafał A. Ziemkiewicz
- Andrzej Zimniak
- Andrzej Ziemiański